# Valentin Siebrecht
Valentin Siebrecht (* 9. Oktober 1907; † 31. August 1996) war ein deutscher Volkswirt und Präsident des Landesarbeitsamtes Südbayern.

## Leben und Wirken
Siebrecht studierte in Wien, Berlin und Frankfurt am Main und promovierte 1933 zum Dr. rer. pol. In den Jahren 1933–1936 arbeitete er als Statistiker beim Arbeitsamt Darmstadt, 1936–1937 beim Landesarbeitsamt Hessen als Sachbearbeiter für Wirtschaftsstruktur, anschließend als Referent für Statistik (1938–45), ab April 1945 kommissarischer Leiter und ab Juli 1945–1954 als Referent für Arbeitsvermittlung. Nach Jahren als Abteilungsleiter bei der Bundesanstalt für Arbeitsvermittlung und Arbeitslosenversicherung (1954–57) leitete Siebrecht das Landesarbeitsamt Südbayern (München) als deren Präsident (1957–72).
Er übte eine umfangreiche publizistische Tätigkeit in Tageszeitungen und Zeitschriften der Arbeitsmarktpolitik und Wohlfahrtspflege zu Themen der Arbeitsverwaltung und deren systematischer Aufbereitung für die Praxis aus.

## Ehrungen
- 1973: Großes Verdienstkreuz der Bundesrepublik Deutschland[1]
- Bayerischer Verdienstorden

## Werke (Auswahl)
- Binnenmarkt und Außenmarkt in der Industriewirtschaft. Ein Beitrag zur Diskussion um zunehmende oder abnehmende Außenhandelsbedeutung / vorgelegt von Valentin Siebrecht. Frankfurt, Wirtsch.- u. sozialwiss. Diss., 1938.
- Nach dem Terrorangriff: Arbeiten, in: Die Wirtschaftskurve. Frankfurt am Main 1944, Mai-Heft, S. 303–305. (Wie die Arbeitsämter trotz alliierter Luftangriffe die Arbeitskräfte für die Kriegsführung steuern können.)
- Arbeit und Arbeitspolitik: Die geltenden Rechtsvorschriften der Westzonen ; Ergänzbare Loseblattsammlg ; im Auftr. der Verwaltung für Arbeit  / Hrsg.: Valentin Siebrecht. Frankfurt am Main, 1948. Losebl.-Ausg.
- Redakteur des Arbeitsblattes, (später Bundesarbeitsblatt) (1948–1950).
- Handbuch der Arbeitsvermittlung und Berufsberatung  / Hrsg. von Valentin Siebrecht. Stuttgart, 1959.
- Aufgaben und Praxis der Bundesanstalt für Arbeit / hrsg. von Valentin Siebrecht und Alfred Kohl. [Mitbegründer und Herausgeber der Schriftenreihe].
- Die Vorschriften über Arbeitsvermittlung und Arbeitsmarktpolitik einschließlich Berufsberatung, Berufsausbildung, Berufsförderung ...  / im Auftrag des Präsidenten der Bundesanstalt für Arbeit hrsg. von V. Siebrecht. Stuttgart [u. a.]. Losebl.-Ausg.

## Nachlässe, Sammlungen
Bei der Hochschule der Bundesagentur für Arbeit in Mannheim befindet sich eine „Sammlung Dr. Valentin Siebrecht“.
Eine Materialsammlung befindet sich beim Institut für Zeitgeschichte in München.